# چلچله دمگاه‌سفید

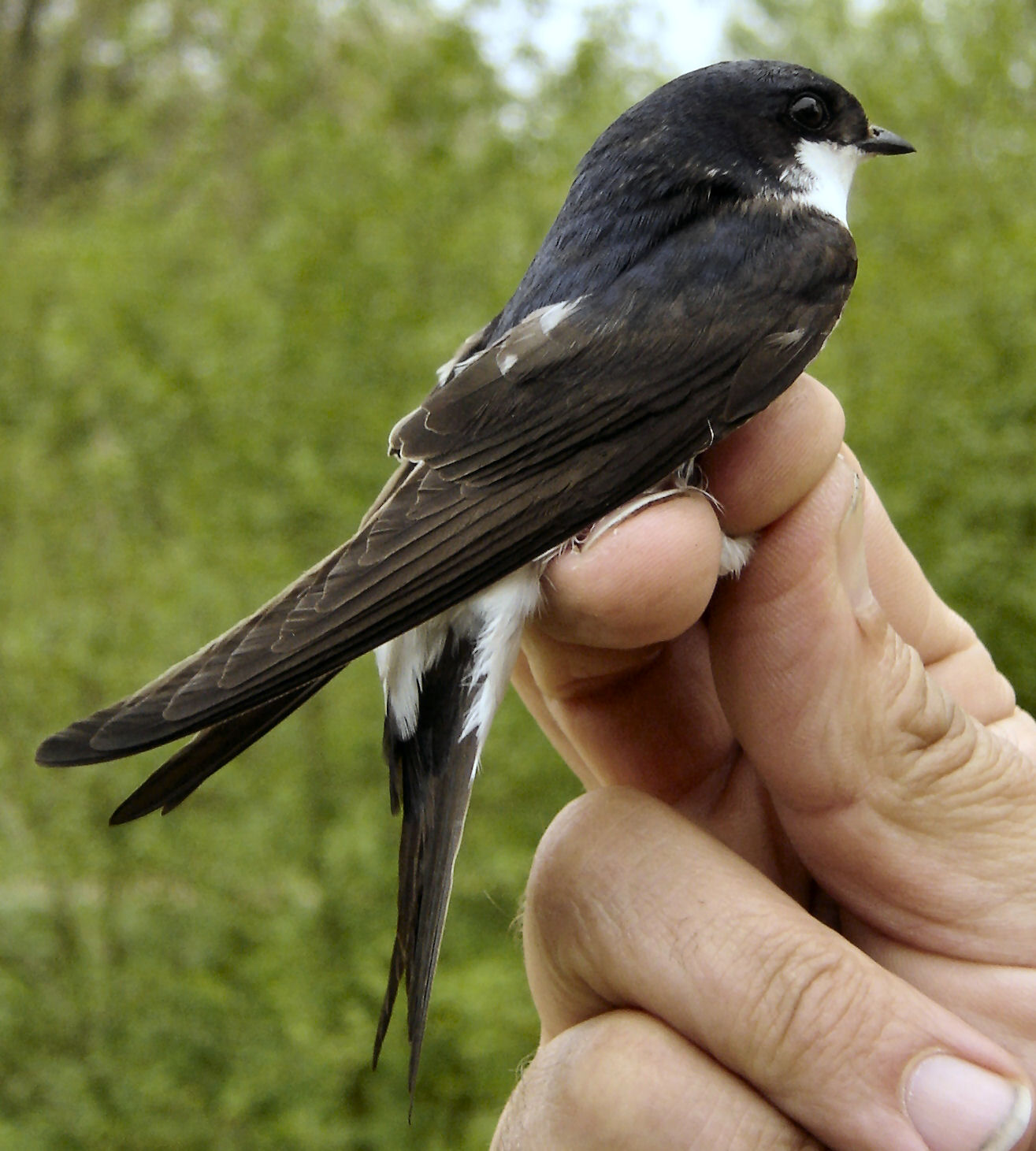
چلچله دمگاه سفید

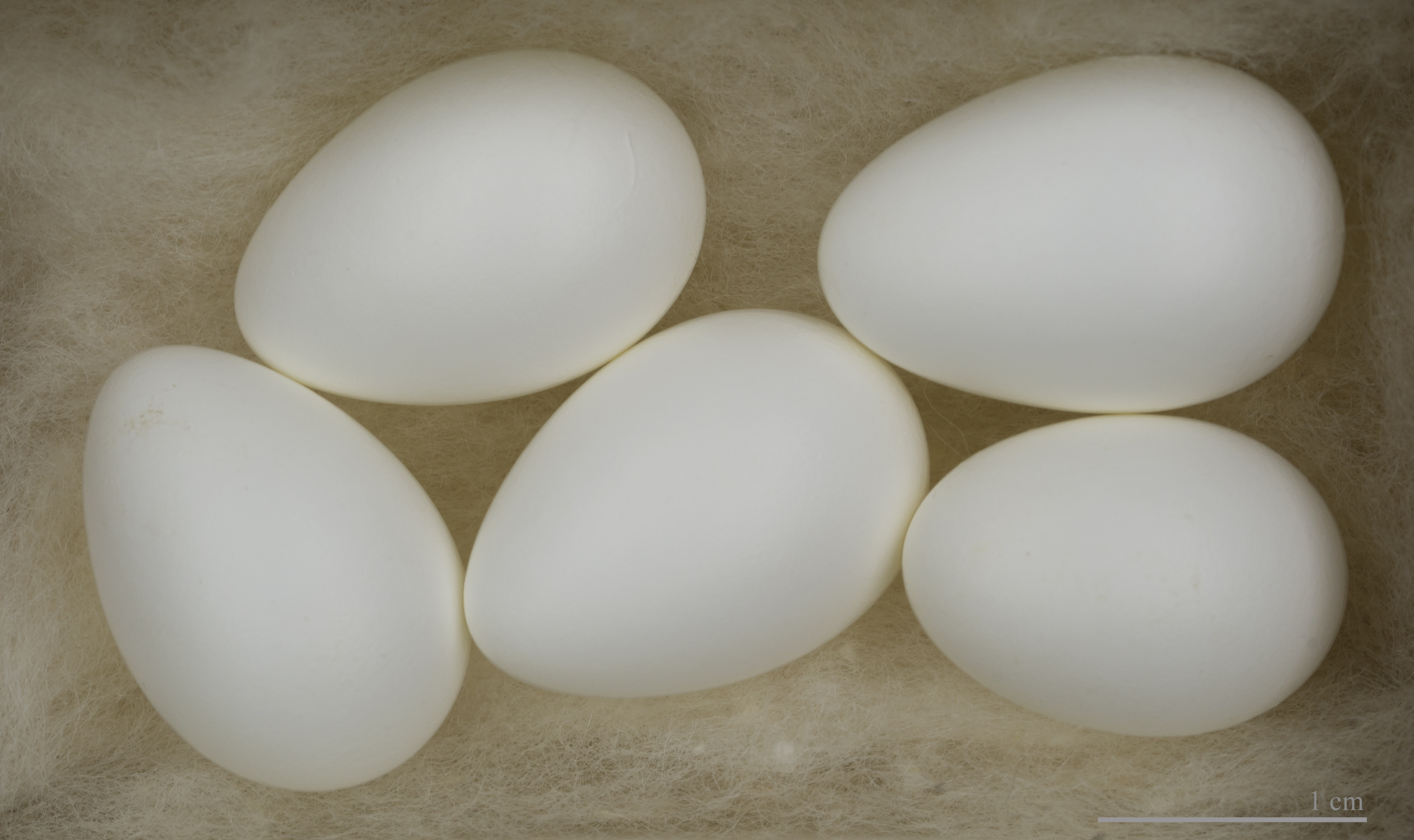
Delichon urbicum

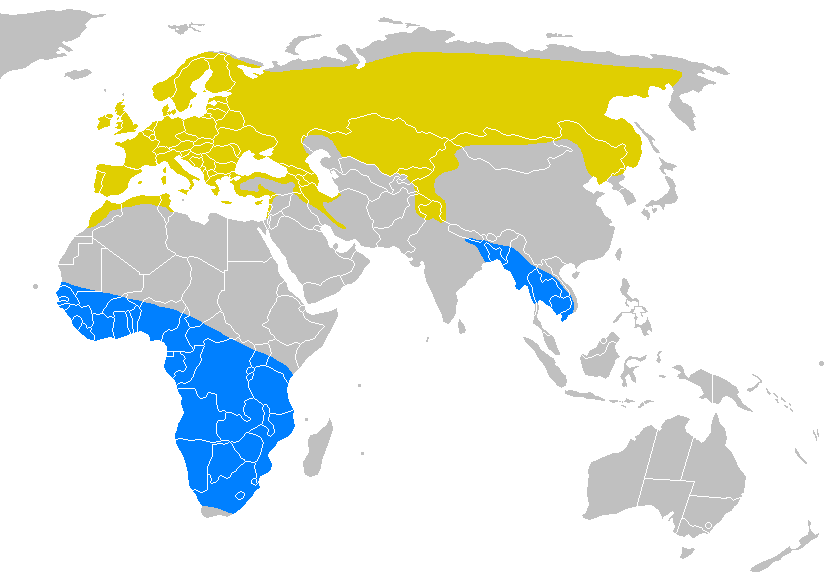
مناطق زرد محل تولید مثل چلچله دمگاه سفید و مناطق آبی محل گذران زمستان این پرنده را نشان می‌دهد.

چلچله دمگاه سفید (نام علمی: Delichon urbicum) یک پرنده مهاجر از راسته گنجشک‌سانان، خانواده پرستو و سرده چلچله‌ایان است که در اروپا، شمال آفریقا و مناطق گرمسیر آسیا زندگی می‌کند و در زمستان‌ها به آفریقای جنوب صحرا و جنوب شرق آسیا مهاجرت می‌کند. این پرنده حشرات را در حال پرواز شکار می‌کند و می‌خورد و معمولاً به مناطقی مهاجرت می‌کند که تعداد زیادی حشره در آن مناطق وجود دارد. قسمت سر این پرنده آبی رنگ و دمگاه و شکم آن کاملاً سفید رنگ است. این پرنده هم در طبیعت و هم در مناطق شهری یافت می‌شود. شکل ظاهری چلچله دمگاه سفید دقیقأ مشابه دو گونه دیگر خانواده چلچله‌یان است که بومی شرق و جنوب شرقی آسیا هستند. این پرنده دارای دو زیر گونه تأیید شده است. این پرنده لانه‌ای گلی و محصور می‌سازد که سوراخ مدخل آن در بالا قرار دارد. در زیر لبه پشت بامها و روی صخره‌ها آشیانه می‌سازد. چلچله دمگاه سفید در ایران و شهر تهران نیز وجود دارد.
این پرنده توسط پرندگان شکاری و بیشتر توسط لیل شکار می‌شود. همچنین توسط انگلهای داخلی و کک و کرم‌ها آسیب می‌بیند ولی با توجه به محدوده وسیع زندگی و جمعیت زیاد آن، در حال حاضر خطر خاصی جمعیت جهانی این پرنده را تهدید نمی‌کند.

## طبقه بندی علمی
از چلچله دمگاه سفید اولین بار در کتاب سیستما ناتورا در سال ۱۷۵۸ توسط دانشمند علوم طبیعی سوئدی، لینائوس، با نام هیروندو اوبریکا (پرستوی شهری) نام برده شده‌است.
ولی در سال ۱۸۵۴ توسط توماس هورسفیلد آمریکائی و فردریک مور انگلیسی، نام سرده فعلی آن یعنی دلیکون (چلچله‌یان) برای این پرنده انتخاب شد. دلیکون در واقع یک واروواژه برای کلیدون است که در زبان یونانی قدیم به معنی پرستو می‌باشد. و نام گونه این جانور،  اوربیکوم در زبان لاتین به معنی شهری یا مربوط به شهر است. در نتیجه نام علمی این پرنده، دلیکون اوبریکوم، به معنی چلچله شهری است.
سرده چلچله‌یان یک انشعاب از سرده پرستوی انبار است. سه عضو سرده چلچله‌یان از لحاظ ظاهری در قسمتهای فوقانی تنه آبی رنگ، دمگاه سفید رنگ و قسمتهای زیرین تنه که متمایل به سفید است، مشابه هستند.